# Diaphorus superbiens
Diaphorus superbiens är en tvåvingeart som beskrevs av Octave Parent 1931. Diaphorus superbiens ingår i släktet Diaphorus och familjen styltflugor.
Artens utbredningsområde är Peru. Inga underarter finns listade i Catalogue of Life.